# Srčani glikozid
Srčani glikozidi su lekovi koji se koriste za tretman zatajenja srca i srćane aritmije. Ti glikozidi su prisutni kao sekundarni metaboliti u nekoliko bilji, kao i u nekim insektima. 

## Kongestivno zatajenje srca
Kongestivno zatajenje srca nastaje kad srce ne može ispumpati dovoljnu količinu krvi, samim tim i kiseonik i hranljive materije, u tkivo. To je učestala bolest koja se obično javlja u starijih osoba. Kolokvijalni nazivi za ovu bolest su "slabost srca" ili "staračko srce". Na primer, 10% osoba iznad 80 godina pati od kongestivnog zatajenja srca. Bolest nastaje uglavnom postupno, s postupnim pogoršanjem simptoma. Ponekad uzrok nije jasan, ali obično je posljedica hronične nedovoljno lečene hipertenzije, ishemijske bolesti srca, valvularne bolesti srca, ili hronične trajne aritmije (fibrilacija atrija). 
U kongestivnom zatajenju srca dolazi do smanjenja srčane minutne zapremine. To se očituje pogotovo tokom fizičkog napora kada pacijent osjeća kratkoću daha i umor. Takođe, simptomi slabosti srca kod teškog staduma bolesti mogu se javiti i kada je pacijent u mirovanju. Tokom noći javljaju se kašalj i pojačano mokrenje. Bolesnik sa zatajenjem srca može imati blede i hladne, oznojene ruke. Dolazi do komplikacija na bubrezima u kojima dolazi do zastoja u cirkulaciji krvi što smanjuje diurezu, jetri u kojoj takođe dolazi do zastoja u cirkulaciji pa se tečnost počinje gomilati u trbušnoj šupljini, a u plućima se počinje javljati višak tečnosti, što dodatno slabi plućnu funkciju i dodatno otežava rad srca jer dovodi do zatajenja desne srčane komore. Na kraju se može javiti opasan nedostatak kiseonika što dovodi do kardiogenog šoka. 
Kongestivno zatajenje srca klinički se deli na četiri stadijuma:
- I stadijum: lagano zatajenje srca, simptomi se javljaju samo u slučajevima teških fizičkih napora
- II stadijum: nedostatak kiseonika i umor kod srednjeg ili velikog fizičkog napora (penjanje uz stepenice ili šetnja uzbrdo)
- III stadijum: značajno ograničenje telesnih sposobnosti, simptomi umora se javljaju kada se pacijent penje do prvog sprata
- IV stadijum: ograničenje svih fizičkih aktivnosti, nedostatak kiseonika i u mirovanju, pa pacijent teško obavlja i najosnovnije aktivnosti, i stoga je uglavnom prikovan za krevet.

Ključan problem u zatajenju srca je Frank - Starlingov efekat. Naime, srce više ne može izbaciti onoliko krvi koliko u njega uđe, pa se srce svim raspoloživim mehanizmima trudi kompenzuje taj nedostatak. Ti kompenzatorni mehanizmi postaju kontraproduktivni i srce se previše opterećuje te sve više i više slabi. Kongestivno zatajenje srca najbolje se vidi u smanjenju srčanog minutnog volumena. Naime, postotak krvi koju srce u jednom otkucaju izbaci iz komore naziva se ejekcijska frakcija. Kod zdravog srca ejekcijska frakcija iznosi više od 50%. Kod zatajenja srca ona se smanjuje na ispod 45%, a kod teškog zatajenja ejekcijska frakcija pada ispod 25%. 
Lečenje zatajenja srce ima za cilj ublaženje simptoma i smanjenje napredovanja bolesti. Dobro lečenje poboljšava kvalitet života i produžuje život pacijenta. Venski zastoj i preveliki volumen krvi te posledični edemi leče se diureticima. Vazodilatatori takođe pomažu jer proširuju krvne žile srca pa srce na taj način prima više kiseonika i ima više snage. Kao vazodilatatori koriste se ACE inhibitori i organski nitratni vazodilatatori. Takođe se u lečenju kongestivnog zatajenja srca koriste neki beta blokatori u manjim dozama u kombinaciji s ostalim lekovima. Najznačajniji lekovi za lečenje kongestivnog zatajenja srca su srčani glikozidi.

## Spoljašnje veze
- „The Electrophysiological Effects of Cardiac Glycosides in Human iPSC-derived Cardiomyocytes and in Guinea Pig Isolated Hearts.”. Cell Physiol Biochem. Приступљено 7. 5. 2012.[мртва веза]
- „Digoxin, oral.”. RelayHealth. Приступљено 7. 5. 2012.[мртва веза]